# Reichstagswahlkreis Königreich Sachsen 22

Die Wahlkreisaufteilung des Deutschen Reichs.

Der Reichstagswahlkreis Königreich Sachsen 22 (in der reichsweiten Durchnummerierung auch Reichstagswahlkreis 306; auch Reichstagswahlkreis Kirchberg–Auerbach genannt) war der zweiundzwanzigste Reichstagswahlkreis für das Königreich Sachsen für die Reichstagswahlen im Deutschen Reich und im Norddeutschen Bund von 1867 bis 1918.

## Wahlkreiszuschnitt
Der Wahlkreis umfasste die Amtshauptmannschaft Auerbach ohne den Amtsgerichtsbezirk Klingenthal und die Gemeinde Mulde; Amtsgerichtsbezirk Reichenbach und Elsterberg der Amtshauptmannschaft Plauen; Amtsgerichtsbezirk Kirchberg und Gemeinde Wilkau der Amtshauptmannschaft Zwickau.
Dies entsprach ursprünglich den Gerichtsamtsbezirken Kirchberg, Auerbach, Falkenstein, Treuen, Lengenfeld, Reichenbach und Elsterberg.
| Jahr | Einwohner |
| ---- | --------- |
| 1890 | 149.041   |
| 1895 | 154.012   |
| 1900 | 174.221   |
| 1905 | 189.198   |
| 1910 | 203.089   |

|      | Landwirtschaft | Industrie und Gewerbe | Handel und Dienstleistungen |
| ---- | -------------- | --------------------- | --------------------------- |
| 1895 | 15,5           | 70,3                  | 14,2                        |
| 1907 | 8,0            | 76,3                  | 15,7                        |

|      | Evangelisch | Katholisch |
| ---- | ----------- | ---------- |
| 1890 | 98,1        | 1,5        |
| 1905 | 96,2        | 2,6        |
| 1910 | 95,7        | 2,9        |

## Abgeordnete
| Wahl                                 | Abgeordneter             | Partei | Bild |
| ------------------------------------ | ------------------------ | ------ | ---- |
| Reichstagswahl Februar 1867 bis 1871 | Julius Leonhard Heubner  | DFP    | 0    |
| Reichstagswahl 1871 bis 1877         | Otto Georgi              | NLP    |      |
| Reichstagswahl 1877 bis 1878         | Ignaz Auer               | SAP    |      |
| Reichstagswahl 1878 bis 1881         | Johann Theodor Schmiedel | DFP    | 0    |
| Reichstagswahl 1881 bis 1884         | Albert Niethammer        | NLP    | 0    |
| Reichstagswahl 1884 bis 1887         | Max Kayser               | SAP    |      |
| Reichstagswahl 1887 bis 1893         | Carl Kurtz               | DKP    | 0    |
| Reichstagswahl 1893 bis 1904         | Franz Hofmann            | SPD    |      |
| Ersatzwahl 1904 bis 1907             | Adolph Hoffmann          | SPD    |      |
| Reichstagswahl 1907 bis 1912         | Anton Robert Merkel      | NLP    | 0    |
| Reichstagswahl 1912 bis 1918         | Paul Lensch              | SPD    |      |

## Wahlen

### 1867 (Februar)
Es fand ein Wahlgang statt. Die Zahl der gültigen Stimmen betrug 12.536.
| Kandidat                | Partei | Stimmen | in % | Anmerkungen |
| ----------------------- | ------ | ------- | ---- | ----------- |
| Julius Leonhard Heubner | F      | 9667    | 0    | 0           |

### 1867 (August)
Es fand ein Wahlgang statt. Die Zahl der gültigen Stimmen betrug 5000.
| Kandidat                | Partei | Stimmen | in % | Anmerkungen |
| ----------------------- | ------ | ------- | ---- | ----------- |
| Julius Leonhard Heubner | F      | 3429    | 0    | 0           |

### 1871
Es fand ein Wahlgang statt. 20.938 Männer waren wahlberechtigt. Die Zahl der abgegebenen Stimmen betrug im ersten Wahlgang 9319, 79 Stimmen waren ungültig. Die Wahlbeteiligung betrug 44,9 %.
| Kandidat        | Partei   | Stimmen | in % | Anmerkungen |
| --------------- | -------- | ------- | ---- | ----------- |
| Otto Georgi     | NLP      | 5438    | 0    | 0           |
| Wilhelm Bracke  | S (Eis)  | 3477    | 0    | 0           |
| von Trützschler | K        | 326     | 0    | 0           |
| 0               | Sonstige | 78      | 0    | 0           |

### 1874
Es fand ein Wahlgang statt. 22.239 Männer waren wahlberechtigt. Die Zahl der abgegebenen Stimmen betrug im ersten Wahlgang 13.304, 96 Stimmen waren ungültig. Die Wahlbeteiligung betrug 60,3 %.
| Kandidat    | Partei   | Stimmen | in % | Anmerkungen |
| ----------- | -------- | ------- | ---- | ----------- |
| Otto Georgi | NLP      | 6781    | 0    | 0           |
| York        | S (Eis)  | 6515    | 0    | Tischler    |
| 0           | Sonstige | 8       | 0    | 0           |

### 1877
Es fand ein Wahlgang statt. 24.242 Männer waren wahlberechtigt. Die Zahl der abgegebenen Stimmen betrug im ersten Wahlgang 15.957, 88 Stimmen waren ungültig. Die Wahlbeteiligung betrug 66,2 %.
| Kandidat        | Partei   | Stimmen | in % | Anmerkungen        |
| --------------- | -------- | ------- | ---- | ------------------ |
| Ignaz Auer      | S        | 8164    | 0    | 0                  |
| Dietel          | NLP      | 4745    | 0    | Fabrikant          |
| von Trützschler | K        | 3045    | 0    | Rittergutsbesitzer |
| 0               | Sonstige | 3       | 0    | 0                  |

### 1878
Es fanden zwei Wahlgänge statt. 24.914 Männer waren wahlberechtigt. Die Zahl der abgegebenen Stimmen betrug im ersten Wahlgang 14.213, 132 Stimmen waren ungültig. Die Wahlbeteiligung betrug 57,6 %.
| Kandidat                 | Partei   | Stimmen | in % | Anmerkungen        |
| ------------------------ | -------- | ------- | ---- | ------------------ |
| Ignatz Auer              | S        | 7011    | 0    | 0                  |
| Johann Theodor Schmiedel | DRP      | 4976    | 0    | 0                  |
| Hugo Gottfried Opitz     | 0        | 1625    | 0    | Advokat aus Treuen |
| Dietel                   | NLP      | 594     | 0    | 0                  |
| 0                        | Sonstige | 6       | 0    | 0                  |

In der Stichwahl betrug die Zahl der abgegebenen Stimmen 16.420, 111 Stimmen waren ungültig. Die Wahlbeteiligung betrug 66,4 %.
| Kandidat                 | Partei | Stimmen | in % | Anmerkungen |
| ------------------------ | ------ | ------- | ---- | ----------- |
| Ignatz Auer              | S      | 7979    | 0    | 0           |
| Johann Theodor Schmiedel | DRP    | 8441    | 0    | 0           |

### Ersatzwahl 1880
Nachdem Johann Theodor Schmiedel als Geheimrat in das Finanzministerium berufen worden war, erlosch sein Mandat am 3. Juli 1880 und er kam zu einer Ersatzwahl am 19. Oktober 1880.
Es fand ein Wahlgang statt.
| Kandidat                 | Partei | Stimmen | in % | Anmerkungen |
| ------------------------ | ------ | ------- | ---- | ----------- |
| Johann Theodor Schmiedel | DRP    | 5385    | 0    | 0           |
| Müller                   | S      | 3986    | 0    | 0           |

### 1881
Es fand ein Wahlgang statt. 25.234 Männer waren wahlberechtigt. Die Zahl der abgegebenen Stimmen betrug im ersten Wahlgang 10.418, 86 Stimmen waren ungültig. Die Wahlbeteiligung betrug 41,6 %.
| Kandidat          | Partei   | Stimmen | in % | Anmerkungen |
| ----------------- | -------- | ------- | ---- | ----------- |
| Albert Niethammer | NLP      | 5597    | 0    | 0           |
| Lingke            | F        | 2652    | 0    | Privatier   |
| Louis Viereck     | S        | 2154    | 0    | 0           |
| 0                 | Sonstige | 15      | 0    | 0           |

### 1884
Es fanden zwei Wahlgänge statt. 26.175 Männer waren wahlberechtigt. Die Zahl der abgegebenen Stimmen betrug im ersten Wahlgang 13.424, 93 Stimmen waren ungültig. Die Wahlbeteiligung betrug 51,6 %.
| Kandidat   | Partei   | Stimmen | in % | Anmerkungen |
| ---------- | -------- | ------- | ---- | ----------- |
| 0          | K        | 3712    | 0    | 0           |
| 0          | NLP      | 5644    | 0    | 0           |
| Max Kayser | S        | 4064    | 0    | 0           |
| 0          | Sonstige | 4       | 0    | 0           |

Die Zahl der abgegebenen Stimmen betrug in der Stichwahl 17.682, 114 Stimmen waren ungültig. Die Wahlbeteiligung betrug 68 %.
| Kandidat   | Partei | Stimmen | in % | Anmerkungen |
| ---------- | ------ | ------- | ---- | ----------- |
| 0          | NLP    | 8641    | 0    | 0           |
| Max Kayser | S      | 9041    | 0    | 0           |

### 1887
Die Kartellparteien NLP und Konservative unterstützten Carl Kurtz. Es fand ein Wahlgang statt. 28.013 Männer waren wahlberechtigt. Die Zahl der abgegebenen Stimmen betrug 21.133, 133 Stimmen waren ungültig. Die Wahlbeteiligung betrug 75,9 %.
| Kandidat   | Partei   | Stimmen | in % | Anmerkungen |
| ---------- | -------- | ------- | ---- | ----------- |
| Carl Kurtz | K        | 13.949  | 0    | 0           |
| 0          | F        | 377     | 0    | 0           |
| 0          | S        | 6802    | 0    | 0           |
| 0          | Sonstige | 5       | 0    | 0           |

### 1890
Die Kartellparteien NLP und Konservative unterstützten erneut Carl Kurtz. Es fanden zwei Wahlgänge statt. 29.792 Männer waren wahlberechtigt. Die Zahl der abgegebenen Stimmen betrug im ersten Wahlgang 23.514, 227 Stimmen waren ungültig. Die Wahlbeteiligung betrug 78,9 %.
| Kandidat                  | Partei   | Stimmen | in % | Anmerkungen                         |
| ------------------------- | -------- | ------- | ---- | ----------------------------------- |
| August Ferdinand Oberlein | DF       | 1103    | 4,7  | Fabrikant, Stadtverordneter, Treuen |
| Carl Kurtz                | K        | 10.870  | 46,7 | 0                                   |
| Franz Hofmann             | SPD      | 11.301  | 48,5 | 0                                   |
| 0                         | Sonstige | 13      | 0,1  | 0                                   |

Die Freisinnigen riefen in der Stichwahl zur Wahl des SPD-Kandidaten auf. Die Zahl der abgegebenen Stimmen betrug in der Stichwahl 24.348, 142 Stimmen waren ungültig. Die Wahlbeteiligung betrug 81,7 %.
| Kandidat      | Partei | Stimmen | in % | Anmerkungen |
| ------------- | ------ | ------- | ---- | ----------- |
| Carl Kurtz    | K      | 12.407  | 51,3 | 0           |
| Franz Hofmann | SPD    | 11.799  | 48,7 | 0           |

### Ersatzwahl 1892
Nachdem Carl Kurtz zum vortragenden Rat im Finanzministerium ernannt worden war, musste er sein Mandat abgeben und es fand eine Ersatzwahl statt. Diesmal entschieden sich die ehemaligen Kartellparteien für einen nationalliberalen Kandidaten. Es fand ein Wahlgang statt. 30.905 Männer waren wahlberechtigt. Die Zahl der abgegebenen Stimmen betrug 23.328, 134 Stimmen waren ungültig. Die Wahlbeteiligung betrug 75,5 %.
| Kandidat       | Partei   | Stimmen | in % | Anmerkungen |
| -------------- | -------- | ------- | ---- | ----------- |
| Paul Förster   | DS       | 2543    | 11,0 | 0           |
| Hermann Kramer | NLP      | 8785    | 37,9 | 0           |
| Franz Hofmann  | SPD      | 11.863  | 51,1 | 0           |
| 0              | Sonstige | 3       | 0,0  | 0           |

### 1893
Der Kandidat von NLP und Konservativen, Opitz, stand den Antisemiten nahe und wurde daher auch von der DSP unterstützt Es fand ein Wahlgang statt. 31.599 Männer waren wahlberechtigt. Die Zahl der abgegebenen Stimmen betrug 24.724, 171 Stimmen waren ungültig. Die Wahlbeteiligung betrug 78,2 %.
| Kandidat             | Partei   | Stimmen | in % | Anmerkungen                                |
| -------------------- | -------- | ------- | ---- | ------------------------------------------ |
| Hugo Gottfried Opitz | K        | 11.325  | 46,1 | Rittergutsbesitzer, Justizrat, MdL, Treuen |
| Franz Hofmann        | SPD      | 13.212  | 53,8 | 0                                          |
| 0                    | Sonstige | 16      | 0,1  | 0                                          |

### 1898
Alle bürgerlichen Parteien unterstützten Kramer. Es fand ein Wahlgang statt. 33.780 Männer waren wahlberechtigt. Die Zahl der abgegebenen Stimmen betrug 24.968, 218 Stimmen waren ungültig. Die Wahlbeteiligung betrug 73,9 %.
| Kandidat       | Partei   | Stimmen | in % | Anmerkungen |
| -------------- | -------- | ------- | ---- | ----------- |
| Hermann Kramer | NLP      | 11.588  | 46,8 | 0           |
| Franz Hofmann  | SPD      | 13.154  | 53,2 | 0           |
| 0              | Sonstige | 8       | 0,0  | 0           |

### 1903
Der landesweite Kartellvertrag gab den Konservativen das Vorschlagsrecht in diesem Wahlkreis. Die NLP präsentierte jedoch Graf Hoensbroech als Kandidaten und fand dabei auch die Unterstützung der lokalen Wahlvereins der Konservativen. Diese forderten jedoch eine Erklärung Hoensbroechs bezüglich inhaltlicher Fragen. Graf Hoensbroech lehnte dies ab, da er ein Gegner des imperativen Mandates war. Da bis zur im Kartellvertrag genannten Fristem, dem 31. März, kein konservativer Kandidat benannt war, wurde der Vertrag gegenstandslos und die Landesleitung der Konservativen benannte den Referenten für Textilzölle im Reichsministerium des Inneren als Kandidaten. Die Landesleitung der NLP war bereit im Sinne des Kartellvertrags diese Kandidatur mitzutragen, die lokalen Wahlvereine von Konservativen und NLP benannten dennoch schlussendlich Hoensbroech. Es fand ein Wahlgang statt. 37.433 Männer waren wahlberechtigt. Die Zahl der abgegebenen Stimmen betrug 32.294, 159 Stimmen waren ungültig. Die Wahlbeteiligung betrug 86,3 %.
| Kandidat                  | Partei   | Stimmen | in % | Anmerkungen       |
| ------------------------- | -------- | ------- | ---- | ----------------- |
| Eugen Richter             | FVP      | 31      | 0,1  | 0                 |
| Paul Graf von Hoensbroech | NLP      | 12.988  | 40,4 | Groß-Lichterfelde |
| Franz Hofmann             | SPD      | 19.106  | 59,5 | 0                 |
| 0                         | Sonstige | 10      | 0,0  | 0                 |

### Ersatzwahl 1904
Nach dem Tod Hofmanns wurde eine Ersatzwahl notwendig. Die NLP benannte erneut Hoensbroech, die Konservativen lehnten diesen jedoch als zu linksliberal ab und riefen zur Stimmenthaltung auf. Es fand ein Wahlgang statt. Die Zahl der abgegebenen Stimmen betrug 25.691, 139 Stimmen waren ungültig.
| Kandidat                  | Partei   | Stimmen | in % | Anmerkungen |
| ------------------------- | -------- | ------- | ---- | ----------- |
| Paul Graf von Hoensbroech | NLP      | 9749    | 38,2 | 0           |
| Adolph Hoffmann           | SPD      | 15.772  | 61,7 | 0           |
| 0                         | Sonstige | 31      | 0,1  | 0           |

### 1907
Merkel erklärte sich bereit, die Mindestanforderungen der Konservativen zu erfüllen und erhielt danach die Unterstützung aller bürgerlichen Parteien. Es fand ein Wahlgang statt. 39.643 Männer waren wahlberechtigt. Die Zahl der abgegebenen Stimmen betrug 35.439, 167 Stimmen waren ungültig. Die Wahlbeteiligung betrug 89,4 %.
| Kandidat        | Partei   | Stimmen | in % | Anmerkungen |
| --------------- | -------- | ------- | ---- | ----------- |
| Robert Merkel   | NLP      | 17.936  | 50,8 | 0           |
| Adolph Hoffmann | SPD      | 17.309  | 49,1 | 0           |
| 0               | Sonstige | 27      | 0,1  | 0           |

### 1912
Es fand ein Wahlgang statt. 43.655 Männer waren wahlberechtigt. Die Zahl der abgegebenen Stimmen betrug 38.315, 245 Stimmen waren ungültig. Die Wahlbeteiligung betrug 87,8 %.
| Kandidat               | Partei   | Stimmen | in % | Anmerkungen |
| ---------------------- | -------- | ------- | ---- | ----------- |
| Oskar Heinrich Günther | FoVP     | 67      | 0,2  | 0           |
| Ottomar Singer         | NLP      | 16.691  | 43,8 | 0           |
| Paul Lensch            | SPD      | 21.291  | 55,9 | 0           |
| 0                      | Sonstige | 21      | 0,1  | 0           |